# Đạo luật S-219 (Canada)
Đạo luật S-219 (tiếng Anh: Bill S-219, còn gọi nôm na là "Đạo luật ngày 30 tháng 4") là một đạo luật của Canada nói về việc chọn ngày 30 tháng 4 hằng năm làm một ngày lễ của Canada để "tưởng niệm những nạn nhân của chế độ cộng sản Việt Nam đã vượt biên ra đi tìm tự do" và cũng để "cảm ơn chính phủ và nhân dân Canada đã cưu mang họ trong gần 40 năm qua". Dự luật này ban đầu có tên là "Tháng Tư đen", sau đổi lại là "Ngày Hành trình đến Tự do" (Journey to Freedom Day) do Thượng nghị sĩ người Canada gốc Việt là Ngô Thanh Hải (từng là sĩ quan Quân lực Việt Nam Cộng hòa) khởi xướng và được Quốc hội Canada thông qua lúc 19 giờ 15 phút (giờ Ottawa) ngày 22 tháng 4 năm 2015.

## Bối cảnh
Chỉ trong hai năm 1979 đến 1980, Canada đã nhận 60.000 thuyền nhân Việt Nam. Nếu tính từ năm 1975 cho tới năm 2015, số người Canada gốc Việt đang sống ở Canada vào khoảng 300.000 người Theo thượng nghị sĩ Ngô Thanh Hải, dự luật ông đưa ra là "để tưởng nhớ làn sóng hai triệu người đã ra đi, để tưởng nhớ 250.000 người chết trên biển cả và để cảm ơn chính phủ Canada và nhân dân Canada đã mở rộng vòng tay để đón tiếp chúng ta, cũng đồng thời để công nhận rằng Canada là quốc gia duy nhất được Cao ủy Tị nạn Liên Hợp Quốc trao giải thưởng Nansen là một giải thưởng đã đóng góp rất nhiều trong vấn đề tị nạn."

## Nội dung cơ bản
- Xét rằng, Quân đội Canada đã tham gia vào cuộc chiến tranh Việt Nam với các hoạt động giám sát nhằm hỗ trợ các mục tiêu về việc thiết lập hòa bình và chấm dứt chiến tranh Việt Nam bằng cách thúc đẩy trong việc thi hành Hiệp định Paris 1973;
- Xét rằng, vào ngày 30 tháng 4 năm 1975, bỏ mặc Hiệp định Paris, các lực lượng quân sự của Quân đội nhân dân Việt Nam và Mặt trận Giải phóng Miền Nam Việt Nam đã xâm chiếm miền Nam Việt Nam, dẫn đến sự sụp đổ của Sài Gòn, kết thúc Chiến tranh Việt Nam và lập nên Chính phủ nước Cộng hòa Xã hội Chủ nghĩa Việt Nam;
- Xét rằng, Cao ủy Liên Hợp Quốc về người tị nạn đã báo cáo rằng người dân ở Việt Nam phải đối mặt với những vụ việc và hoàn cảnh, bao gồm cả việc suy giảm điều kiện sống và vi phạm nhân quyền, đã làm thành cuộc di cư của khoảng 840.000 người Việt, mà ngày nay được gọi là "thuyền nhân Việt Nam", sang các quốc gia láng giềng trong những năm tiếp theo sau đó;
- Xét rằng, ở Canada có các chương trình tài trợ tị nạn được yểm trợ bởi những tấm lòng của các gia đình người Canada, các tổ chức từ thiện của Canada, các tôn giáo và các tổ chức phi chính phủ, khiến Canada đã đón nhận hơn 60.000 người tị nạn Việt Nam, trong đó ước tính có 34.000 người được tư nhân tài trợ và 26.000 người được chính phủ Canada hỗ trợ;
- Xét rằng, sự đóng góp quan trọng và bền vững của người dân Canada cho những trường hợp người tị nạn đã được Cao ủy Liên Hợp Quốc về người tị nạn công nhận khi trao Giải Nansen vì người tị nạn cho "nhân dân Canada" vào năm 1986;
- Và xét rằng, ngày 30 tháng 4 được nhiều người trong các cộng đồng người Việt di dân và gia đình của họ ở Canada gọi là "Ngày Tháng Tư Đen", hay gọi cách khác là "Ngày Hành trình đi tìm Tự do", và do đó, cần có một ngày thích hợp để ấn định làm ngày ghi nhớ và tưởng niệm những ai đã bỏ mạng và chịu những đau khổ khi trải qua cuộc di cư này của người Việt, sự đón nhận của người Việt tị nạn tại Canada, lòng biết ơn của người Việt dành cho người dân Canada và Chính phủ Canada khi đã đón nhận họ, và sự đóng góp của người Canada gốc Việt - mà dân số hiện nay là khoảng 300.000 - vào xã hội Canada;

Cho nên, Nữ hoàng, với những lời khuyên và sự đồng ý của Thượng viện và Hạ viện Canada, phê chuẩn như sau:
1. Đạo luật này có thể được gọi là Ngày hành trình đi đến Tự do.
2. Trong khắp đất nước Canada, trong mỗi năm, ngày thứ ba mươi của tháng tư được gọi là "Ngày hành trình đến Tự do".
3. Để rõ ràng hơn, Ngày hành trình đến Tự do không phải là ngày nghỉ lễ chính thức.[6]

## Phản ứng

### Tranh luận tại Hạ viện Canada
Khi được đưa ra thảo luận tại Hạ viện Canada, Dự luật S-219 cũng có những ý kiến trái chiều. Một số dân biểu đề nghị lấy ngày 27 tháng 7 thay vì ngày 30 tháng 4. Thượng nghị sĩ Ngô Thanh Hải cho rằng, những dân biểu đó đã được Đảng Cộng sản Việt Nam hoặc tòa đại sứ Việt Nam (tại Ottawa) đến lobby (vận động hành lang), vì ngày 27 tháng 7 là Ngày thương binh liệt sĩ (của Quân đội Nhân dân Việt Nam).

### Chính phủ Việt Nam
Ngày 24 tháng 4 năm 2015, Bộ Ngoại giao Việt Nam đã triệu Đại sứ Canada tại Hà Nội để phản đối và nêu rõ quan điểm của Chính phủ Việt Nam về đạo luật này. Cùng này, người phát ngôn Bộ Ngoại giao Lê Hải Bình nêu rõ: "S-219 là một đạo luật hoàn toàn sai trái, chứa đựng nhiều nội dung xuyên tạc lịch sử cuộc đấu tranh giải phóng dân tộc, thống nhất đất nước của nhân dân Việt Nam đã được cộng đồng quốc tế, trong đó có Canada ủng hộ. Việt Nam kiên quyết phản đối việc Canada thông qua đạo luật này". Hồi tháng 12 năm 2014, Thủ tướng Việt Nam Nguyễn Tấn Dũng đã viết thư trực tiếp cho Thủ tướng Canada Stephen Harper để bày tỏ quan ngại về dự luật này.